# San Juanito de Úbeda

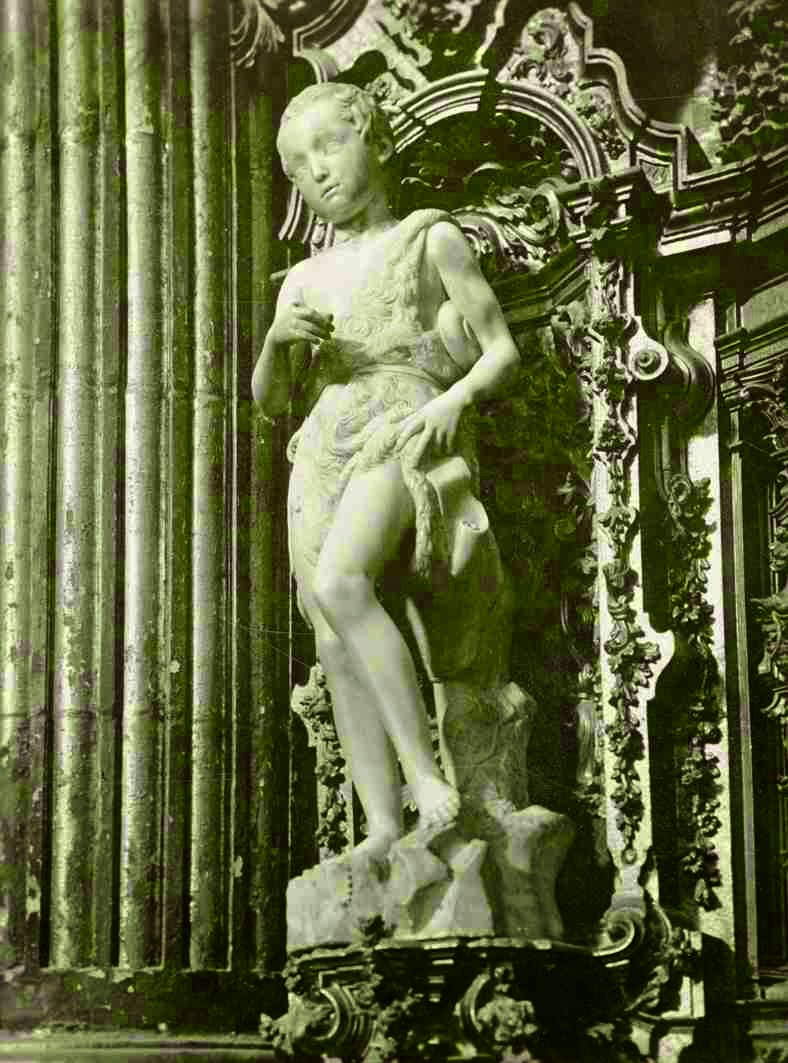
San Juanito de Úbeda (fotografía previa a su importante deterioro en 1936).

El San Juanito de Úbeda es una escultura de mármol de 140 x 40 x 43 cm realizada por Miguel Ángel entre 1495 y 1496 para Lorenzo de Pierfrancesco de Médici. En 1537 Cosme I de Médici se la regaló a Francisco de los Cobos, secretario del emperador Carlos V, y en otoño de ese mismo año fue enviada a España. Tras la muerte de Cobos en 1547 el san Juanito fue instalado en su fundación de la Sacra Capilla del Salvador de Úbeda, capilla sepulcral del secretario imperial.
Instalada en una hornacina en uno de los laterales del retablo mayor desde aquella fecha, fue destruida junto con la Transfiguración de Alonso Berruguete que presidía el retablo y los demás bienes artísticos del templo al ser asaltada la capilla a comienzos de la guerra civil española, en julio de 1936. Los catorce fragmentos conservados —aproximadamente un 40 % de la obra original— fueron custodiados en dicha capilla hasta el inicio de su restauración en 1995. La restauración de la pieza, acometida en el Opificio delle Pietre Dure de Florencia, concluyó en 2013, y ha estado expuesta en diversas galerías italianas hasta su incierta pero deseada vuelta a Úbeda, pasando por su exhibición en el Museo del Prado de Madrid en 2015.